# Henricus van der Velden
Henricus van der Velden (Boekel, gedoopt 5 juli 1798 - Tielt, 30 mei 1857) was een Nederlands geestelijke en apostolisch vicaris van de rooms-katholieke Kerk.

## Afkomst, studie en loopbaan
Henricus van der Velden was een onwettige zoon van de dienstbode Maria van den Elsen, die in 1810 trouwde met Adrianus Antoni van der Velden. Hij studeerde aan de Theologische Hogeschool van Huisseling  waar hij in 1822 als jong diaken aangetrokken werd om onderwijs te geven. Van der Velden werd in 1823 overgeplaatst naar het klooster van de Kruisheren in Uden. Hij bleef er tot 1842 onderricht geven. Op 10 augustus 1822 werd hij in Mechelen door Mgr. François de Méan tot priester gewijd. Van 1837 tot 1840 was hij rector van het klooster Maria Refugie van de Zusters Birgitinessen in Uden. In 1839 werd hij benoemd tot apostolisch vicaris van Ravenstein-Megen en eind 1840 werd hij coadjutor van Mgr. Henricus den Dubbelden van het Bisdom 's-Hertogenbosch. Beide functies vervulde hij tot begin 1842. In 1844 trad hij toe tot de Minderbroeders in het Minderbroedersklooster in Megen en was daar lector in de theologie.

## Vicaris
Op voorspraak van de apostolisch vicaris van Ravenstein-Megen Arnold Borret werd Van der Velden op 17 april 1838 benoemd tot apostolisch provicaris van Ravenstein-Megen, met de bevoegdheid het Vormsel toe te dienen. Na de dood van Borret werd hij op 21 mei 1839 benoemd tot apostolisch vicaris a.i. Rome had hiermee de bedoeling om bij de Nederlandse regering, die de kleine vicariaten (Ravenstein-Megen en van Grave onder wilde brengen bij 's-Hertogenbosch, het voorlopige karakter van de benoeming te onderstrepen. In Rome, m.n. van de Congregatie Propaganda Fide, kreeg Van der Velden veel waardering voor zijn verdediging van de rechten van de kerk. Door zijn ongelukkig optreden werd hij echter voor de regering steeds meer een ongewenst personage. Propaganda Fide stelde voor hem te benoemen in het nieuwe apostolisch vicariaat Limburg, maar na verzet van de regering en de Limburgse geestelijkheid besloot Rome om hem te behouden voor Ravenstein-Megen en hem te benoemen in het vicariaat Grave. In een breve van 28 november 1840 werd hij vervolgens benoemd tot coadjutor van Mgr. Den Dubbelden, speciaal belast met de administratie van de vicariaten Ravenstein-Megen en van Grave. 
Inmiddels kreeg Rome bezwaren tegen de persoon Henricus van der Velden vanwege de onwettige status van zijn geboorte en werd hij onaanvaardbare voor een hoge kerkelijke functie. In december 1841 werd hem gevraagd terug te treden als coadjutor en op 18 januari 1842 kreeg hij eervol ontslag. Een aanbod voor een belangrijke post in Limburg sloeg hij af. Opmerkelijk is dat hij vervolgens wel onder druk werd gezet om de functie van apostolisch vicaris van Batavia te aanvaarden. Ook deze benoeming sloeg hij af. 

## Kloosterling
Na de verwikkelingen rond zijn vicariaatschap besloot Van der Velden toe te treden in  de orde van de Kruisheren, maar besloot in 1843 over te gaan naar het Minderbroederklooster in Megen en legde daar op 10 januari 1844 de kloostergeloften af. Bij zijn professie nam hij de kloosternaam Pius aan. In het klooster was hij lector in de theologie en klom op tot custos en preases.  In maart 1847 vertrok hij naar het Minderbroedersklooster in Sint-Truiden en werd in er in april 1847 aangesteld als lector. Hij vervulde deze functie tot hij in 1856 werd overgeplaatst naar het klooster van Tielt, waar hij in 1857 overleed.

## Publicaties
In de periode 1835-1837 publiceerde Henricus van der Velden een serie artikelen in De Godsdienstvriend onder de titel Verhandelingen over de Ceremonien en gebeden der H. Mis met het doel de "uiterlijke ceremonien en de Gebeden (...) duidelijk, naar waarheid (...) uit te leggen". Onder zijn kloosternaam Pius verscheen in 1854 het tweedelige Principia theologiae moralis theoretice practice exposita. Na zijn overleden verscheen in 1858 Praxis administrandi sacramentum poenitentiae, principiis theologiae moralis accommodata.

## Vernoemingen
- In zijn geboorteplaats Boekel is de Professor Van der Veldenstraat naar hem genoemd.[5]
- In Nijmegen is ook een Professor Van der Veldenstraat.
- In Ravenstein is sinds 1971 de Monseigneur van der Veldenstraat naar hem genoemd. Dit in goed gezelschap van de Mgr. Borretlaan en de Mgr. Zwijsenstraat.